# Josef Christ (Bildhauer)
Josef Christ (* 19. Februar 1917 in Offhausen, Siegerland; † 12. Juli 1995) war ein deutscher Bildhauer.

## Leben
Nach Beendigung seiner schulischen Ausbildung arbeitete Christ zunächst als Holzfäller. Im Alter von 21 Jahren erlitt er dabei im Wald in der Klotzbach bei Kirchen einen schweren Unfall mit inneren Verletzungen sowie Kopf- und Brustquetschungen. Dem folgte ein langer Krankenhausaufenthalt in Kirchen (Sieg). Christs künstlerisches Werk war, beruhend auf diesen Erfahrungen, unter anderem von religiöser Thematik geprägt. Auch mit dem Bergbau setzte sich Christ, der 1952 im Alter von 35 Jahren Frühinvalide wurde, in seinem Schaffen auseinander. Zu seinen Skulpturen, Statuen und Plastiken gehören beispielsweise die in Brachbach befindliche Bergmannsgruppe und der Bergwerks-Förderwagen, die dortige Marienstatue, die Madonna sowie der heilige Josef mit dem Jesusknaben. Die aus Spateisenstein bestehende Mariengrotte in Gebhardshain ist ebenso sein Werk wie auch die beiden auf dem Marktplatz von Herdorf befindlichen Bergleute. Für die Bütt in Köln Gürzenich schnitzte er die Bütt. Sein letztes Werk, ein Kreuzweg in der Kirche auf dem Beulskopf bei Altenkirchen, blieb zunächst unvollendet. Sein Sohn Klaus Christ führte jedoch den Auftrag des Vaters zur Vollendung aus. 
Christ wurde in Brachbach beigesetzt. In der Totenhalle erinnert ein von ihm gefertigtes Kreuz an ihn.

## Ehrungen
- Ehrenbürger von Brachbach
- Bundesverdienstkreuz, Verdienstmedaille (10. März 1992)[1]
- Josef Christ-Straße in Brachbach